# Plectus rhizophilus
Plectus rhizophilus är en rundmaskart som beskrevs av De Man 1880. Plectus rhizophilus ingår i släktet Plectus och familjen Plectidae. Arten är reproducerande i Sverige. Inga underarter finns listade i Catalogue of Life.